# Rue du Moulin (Antony)
Pour les articles homonymes, voir Rue du Moulin.
La rue du Moulin est une voie de communication d'Antony dans les Hauts-de-Seine.

## Situation et accès

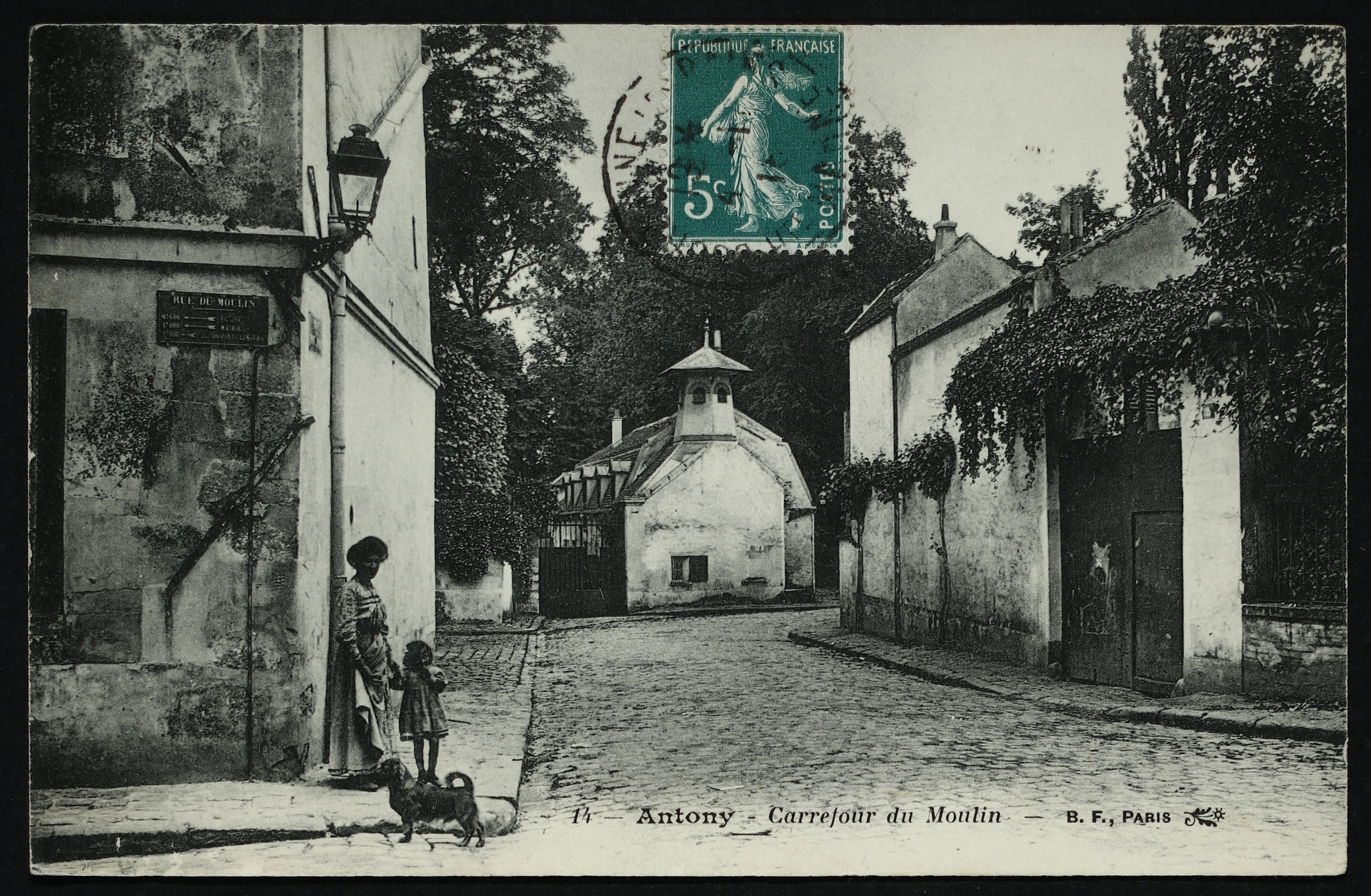
Le carrefour du Moulin. Au fond, le pigeonnier du château d'Antony.

Cette rue orientée du nord-est au sud-ouest commence son parcours face au square de Collegno. Elle rencontre l'allée des Meuniers puis l'allée des Érables et se termine à la limite de la rue Prosper-Legouté et de la rue des Sources, autrefois appelée « carrefour du Moulin ».

## Origine du nom
Depuis l'existence du moulin à eau dans le village, cette voie portait le nom de « rue qui va du four banal au moulin ».

## Historique
Cette rue prend naissance place du Carroussel, là où se situait le four banal au Moyen Âge. Les villageois parcouraient cette rue pour se rendre au moulin qui était à l'écart des voies de communication. La Bièvre était alors découverte. C'est au XVIIe siècle qu'un pont en pierre est construit.

## Bâtiments remarquables et lieux de mémoire

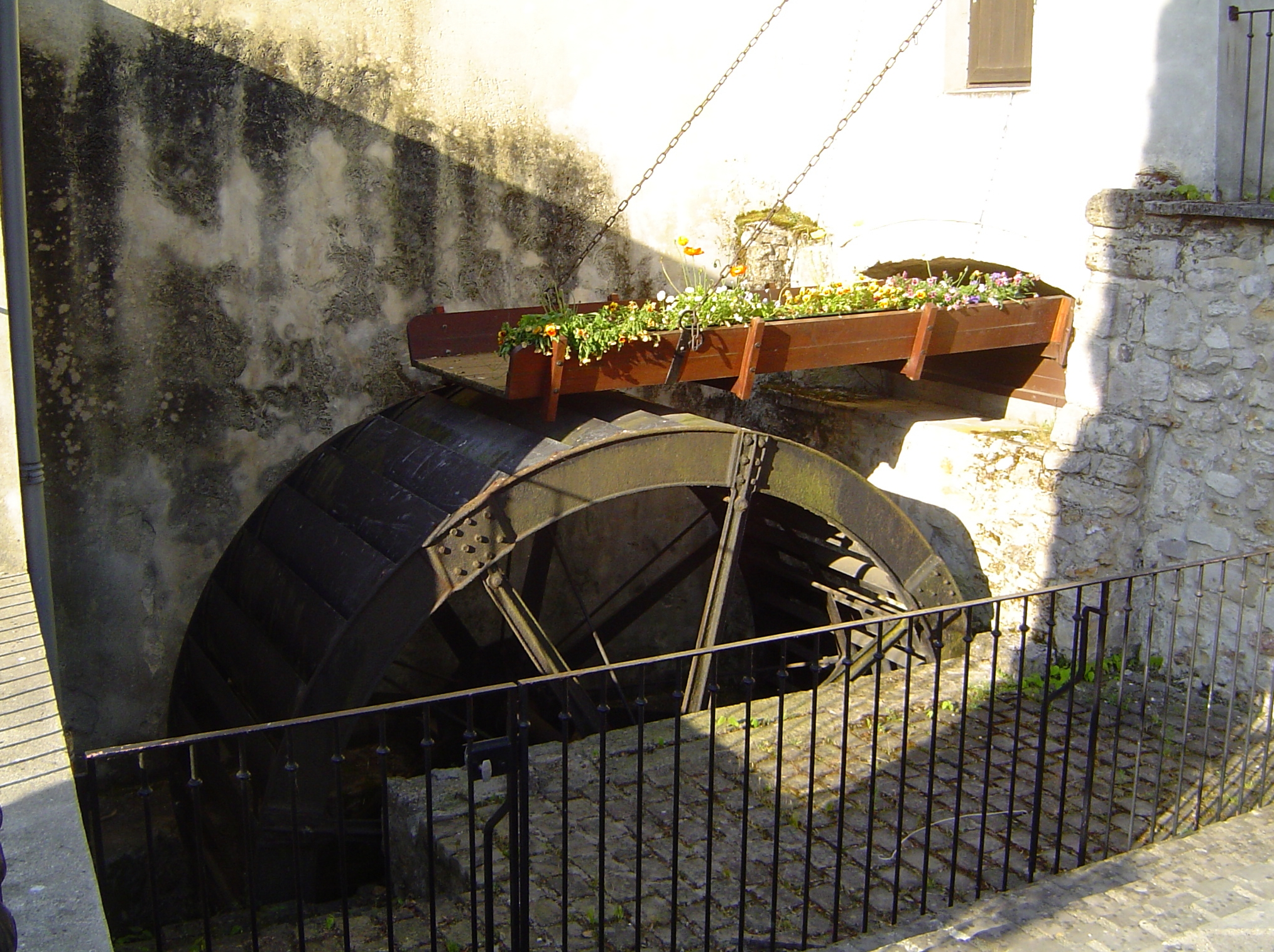
La roue du moulin qui a assuré pendant 10 siècles aux Antoniens la production de la farine.

Jusqu'au début du XXe siècle, cette rue ne présentait des constructions qu'au carrefour avec la rue Fondouze, le reste était bordé de hauts murs cachant les propriétés : au no 17 celle de Jean Picart, au no 29 celle de M. Petit Bergonze. En entrant à droite, se trouvaient les écuries du prince de Rohan, avant qu'elles ne soient détruites, pour laisser la place au square de Collegno.
Le moulin à eau est attesté dès 1248. Il s’agit du moulin banal appartenant à la seigneurie de l’abbaye de Saint-Germain-des-Prés. Les Antoniens étaient tenus de venir y moudre leur grain contre redevance. Agrandi pendant la Révolution française, le moulin est ses magasins brûlent en 1885. Il n’en subsiste que la roue, en fonte anglaise, restaurée en 1988.

## Pour approfondir